# 親吻 (1896年電影)
《親吻》（英語：The Kiss）是一部1896年上映的短片，也是歷史上最早商業公開放映的電影之一。片長約18秒，重現了舞台音樂劇《寡婦瓊斯》最終場景中梅·歐文與約翰·瑞斯之間的親吻。該片由威廉·海斯為湯瑪斯·愛迪生執導製作，於1896年4月在美國第一家電影製片廠爱迪生制片厂拍攝完成。當時，愛迪生正在新澤西州西奧蘭治的黑瑪麗亞工作室工作。
1999年，這部短片被美國國會圖書館認定為「文化、歷史或美學意義，並被列入國家影片登記表保存。

## 演員
- 梅·歐文（英语：May Irwin） 飾 寡婦瓊斯（Widow Jones）
- 約翰·瑞斯（英语：John_C._Rice） 飾 比利·拜克斯（Billie Bikes）

## 發行
根據查爾斯·馬瑟的說法，該片於1896年4月或5月發行，並在《紐約世界報》（New York World）上以一篇贊助文章進行宣傳，探討了舞台劇中接吻的爭議。文章除了配上歐文與瑞斯親吻的插圖外，也提及《寡婦瓊斯》與愛迪生的電影，試圖同時為報紙、戲劇與電影吸引關注。電影在維太放映機的演示活動中放映。
最初，劇作家查尔斯·弗罗曼反對該片，表示「我可能得考慮讓歐文小姐退出《寡婦瓊斯》」，但之後卻又要求由愛迪生公司負責宣傳，強調歐文是該舞台劇的女主角。
這部電影以7.50美元（約2020年232美元的價值）售予放映業者，到1896年秋天，幾乎成為每場演出結尾必播的節目。

## 評價
這部短片以電影史上首個「親吻」鏡頭而聞名，並以特寫方式呈現兩位演員磨鼻與輕吻的畫面。根據愛迪生公司產品目錄的說明，影片內容是：「他們準備接吻，開始接吻，然後一吻再吻，每次都讓觀眾爆笑。」
學者琳達・威廉斯（Linda Williams）指出，《親吻》自推出之初便迅速成為「眾多短片中最受歡迎的一部」。觀眾認為這部影片既新奇又趣味十足，媒體亦爭相報導。《紐約世界報》（New York World）在一篇題為〈吻的解剖〉（The Anatomy of a Kiss）的文章中寫道：「這是世界歷史上首次得以親眼目睹吻的真面目……在活動電影放映機所記錄的42英尺長的吻中，每個階段都清晰得令人震驚……。這種透過活動電影放映機呈現的吻，蘊藏著無限的可能性。」
然而，《親吻》也因其大膽描繪接吻場面而受到部分社論批評，當時在美國，公共場合接吻仍被視為不合道德的行為。一位評論家寫道：「在舞台上觀看兩人長時間嘴對嘴地舔吻已令人不適，而這樣的畫面若被放大數倍並反覆重播三次，簡直令人作嘔。」不過，《大眾電影與電視期刊》（Journal of Popular Film and Television）於1979年刊登的登格勒（Dengler）研究指出，關於觀眾感到震驚的描述，可能只是傳聞。
此外，根據電影學者彼得·B·海伊（Peter B. High）的研究，《親吻》的日本發行權由荒木和一（Araki Kazuichi）取得。荒木使用自家引進的維太放映機（Vitascope）在日本大阪進行放映，成為早期在日本播映的西方電影之一。其結果引發轟動，尤其因影片持續輪播，更加吸引觀眾蜂擁而至。然而放映活動一度面臨中止，當時警方突然到場準備依法取締演出，理由是電影可能「有傷風化」。然而荒木的說書人上田鳳亭館（Ueda Hoteikan）則以「記錄異國風俗的紀錄片」名義，成功說服警方繼續播出。
繼《親吻》之後，西方影壇便出現了許多模仿或致敬的作品，包括1898年的《美好之事—黑人之吻》、1899年的《隧道之吻》與1900年的另一部《親吻》。

## 其他
有一段時間，人們以為《親吻》是加拿大第一部公開放映的電影，於1896年7月21日在渥太華西區公園放映。不過後來證實，愛迪生的競爭對手卢米埃尔兄弟的放映機已在1896年6月27日於蒙特婁放映過其他電影，早了24天。

## 註解
1. ↑  又稱《梅·歐文之吻》（The May Irwin Kiss）、《瑞斯與歐文之吻》（The Rice-Irwin Kiss）以及《寡婦瓊斯》（The Widow Jones）